# Mikhail Smirnov
Bản mẫu:Eastern Slavic name
Mikhail Olegovich Smirnov (tiếng Nga: Михаил Олегович Смирнов; sinh ngày 3 tháng 6 năm 1990 ở St. Petersburg) là một cầu thủ bóng đá người Nga. Anh thi đấu cho F.K. Kuban Krasnodar.

## Sự nghiệp câu lạc bộ
Anh ra mắt tại Giải bóng đá ngoại hạng Nga vào ngày 20 tháng 8 năm 2011 cho F.K. Amkar Perm trong trận đấu với F.K. Rubin Kazan.